# فرودگاه گرنت
فرودگاه گرنت (به انگلیسی: Grant Airport (Michigan)) یک فرودگاه همگانی است که یک باند فرود چمن دارد و طول باند آن ۷۶۷ متر است. این فرودگاه در کشور ایالات متحده آمریکا قرار دارد و در ارتفاع ۲۴۸ متری از سطح دریا واقع شده‌است.